# 神石町
神石町（じんせきちょう）は、かつて広島県の中東部に存在した町。神石郡に属した。
町名は郡内初の合併による町制施行だったことに因んで命名された。
2004年11月5日、神石郡の全町村（三和町・油木町及び豊松村）との新設合併による神石高原町の成立に伴い消滅した。

## 地理

### 河川
- 帝釈川…→成羽川→高梁川
- 高光川…→神龍湖→帝釈川→成羽川→高梁川 福永中屋が源。主な支流は青井谷川、本郷川、宮地川。
- 福桝川…→帝釈川→成羽川→高梁川 草木下郷・福桝、田頭郷を流れる川 三和町木津和が源。主な支流は大谷川、間瀬川、牧川。
- 領家川…→田総川→馬洗川→江の川 古川仁後を流れる川。
- 原谷川…→田総川→馬洗川→江の川 福永見後を流れる川。

地名はいずれも2004年以前の旧称。

### 山
- 大行山 (881m)…比婆郡東城町 - 神石町古川
- 星居山 (834.7m)…神石町草木 - 三和町阿下
- 小行山 (822m)…神石町古川
- 龍王山 (768.1m)…甲奴郡上下町 - 神石町田頭
- 須子山 (713.6m)…神石町相渡
- 竜王山 (692.0m)…神石町高光
- 二子山 (631.9m)…神石町永野 - 相渡

地名はいずれも2004年以前の旧称。

### 大字（2004年11月4日当時のデータ）
- 相渡（あいど）
- 草木（くさぎ）
- 高光（たかみつ）
- 田頭（たんどう）
- 永野（ながの）
- 福永（ふくなが）
- 古川（ふるかわ）
- 牧（まき）

## 沿革
- 1889年4月1日 - 市町村制施行。神石町域には当時草木村・高光村・田頭村・永渡村・福永村・古川村・牧村が存在した。
- 1940年11月10日 - 草木村・田頭村・福永村・牧村が新設合併して新たに牧村が成立する。
- 1943年4月1日 - 高光村・古川村が新設合併して新たに高光村が成立する。
- 1954年11月3日 - 高光村・牧村が新設合併した上で町制施行し、神石町が成立する。
- 1955年3月31日 - 神石町が永渡村を編入する。
- 2004年11月5日 - 神石郡全町村、三和町・油木町・豊松村との新設合併による神石高原町発足に伴い消滅する。

## 歴代町長
- 初代・4代…村上 陸郎
- 2代・3代…岡 聡
- 5代…高橋 靖之助
- 6代 - 9代…伊藤 治郎
- 10代 - 12代…村上 憲郎
- 13代…宮野 元壮

## 名所・旧跡
- 帝釈峡
- 帝釈峡スコラ高原
- 観音堂遺跡
- 中国自然歩道

## 産業
- 農業が主産業で、神石牛の産地でもある。

## 教育（2004年11月4日当時のデータ）

### 小学校
- 神石町立神石小学校
- 神石町三和町学校組合立二幸小学校

### 中学校
- 神石町立神石中学校

## 交通（2004年11月4日当時のデータ）

### 鉄道
- 町内に鉄道路線は無い。福塩線上下駅・芸備線東城駅等からのアクセスとなる。

### 道路
- 主要地方道
  - 広島県道25号三原東城線
  - 広島県道26号新市七曲西城線
- 一般県道
  - 広島県道259号帝釈峡井関線
  - 広島県道412号牧油木線
  - 広島県道414号高光総領線
  - 広島県道415号草木高光線
  - 広島県道423号原谷神石線
  - 広島県道452号帝釈未渡相渡線